# Pachycephala
Pachycephala es un género de aves paseriformes de la familia Pachycephalidae, nativas de Oceanía y el sudeste asiático, conocidas como silbadores.

## Especies
Tiene las siguientes especies reconocidas:
- Pachycephala albiventris (Ogilvie-Grant, 1894) – Silbador dorsiverde;
- Pachycephala arctitorquis (Sclater, PL, 1883) – Silbador de la Wallacea;
- Pachycephala aurea (Reichenow, 1899) – Silbador áureo;
- Pachycephala pectoralis (Latham, 1801) – silbador dorado;
  - Pachycephala pectoralis balim (Rand, 1940) – silbador de Balim;
  - Pachycephala pectoralis chlorura (Gray, GR, 1860) – silbador melanesio;
  - Pachycephala pectoralis citreogaster (Ramsay, EP, 1876) – silbador de las Bismarck;
  - Pachycephala pectoralis macrorhyncha (Strickland, 1849) – silbador del mar de Banda;
- Pachycephala olivacea Vigors & Horsfield, 1827 – silbador oliváceo;
- Pachycephala rufogularis Gould, 1841 – silbador gorjirrufo;
- Pachycephala inornata Gould, 1841 – silbador de Gilbert;
- Pachycephala cinerea (Blyth, 1847) – silbador de manglar;
- Pachycephala homeyeri (Blasius, W, 1890) – silbador culiblanco;
- Pachycephala phaionota (Bonaparte, 1850) – silbador moluqueño;
- Pachycephala hyperythra Salvadori, 1876 – silbador herrumbroso;
- Pachycephala modesta (De Vis, 1894) – silbador modesto;
- Pachycephala philippinensis (Walden, 1872) – silbador filipino;
- Pachycephala sulfuriventer (Walden, 1872) – silbador ventrisulfúreo;
- Pachycephala hypoxantha (Sharpe, 1887) – silbador de Borneo;
- Pachycephala meyeri Salvadori, 1890 – silbador de Vogelkop;
- Pachycephala simplex Gould, 1843 – silbador simple;
- Pachycephala orpheus Jardine, 1849 – silbador de Timor;
- Pachycephala soror Sclater, PL, 1874 – silbador de Sclater;
- Pachycephala fulvotincta Wallace, 1864 – silbador pechileonado;
- Pachycephala mentalis Wallace, 1863 – silbador barbinegro;
- Pachycephala occidentalis Ramsay, EP, 1878 – silbador occidental;
- Pachycephala orioloides Pucheran, 1853 – silbador oropéndola;
- Pachycephala collaris Ramsay, EP, 1878 – silbador de las Luisiadas;
- Pachycephala feminina Mayr, 1931 – silbador de la Rennell;
- Pachycephala caledonica (Gmelin, JF, 1789) – silbador de Nueva Caledonia;
- Pachycephala vitiensis Gray, GR, 1860 – silbador de Fiyi;
- Pachycephala vanikorensis Oustalet, 1875 – silbador de las Santa Cruz;
- Pachycephala jacquinoti Bonaparte, 1850 – silbador de Tonga;
- Pachycephala melanura Gould, 1843 – silbador colinegro;
- Pachycephala flavifrons (Peale, 1849) – silbador de Samoa;
- Pachycephala implicata Hartert, 1929 – silbador de las Salomón;
- Pachycephala richardsi Mayr, 1932 – silbador de Bougainville;
- Pachycephala nudigula Hartert, 1897 – silbador de Flores;
- Pachycephala lorentzi Mayr, 1931 – silbador de Lorentz;
- Pachycephala schlegelii Schlegel, 1871 – silbador de Schlegel;
- Pachycephala rufiventris (Latham, 1801) – silbador rufo;
- Pachycephala monacha Gray, GR, 1858 – silbador monje;
- Pachycephala leucogastra Salvadori y D'Albertis, 1875 – silbador ventriblanco;
- Pachycephala griseonota Gray, GR, 1862 – silbador cenizo;
- Pachycephala johni Hartert, 1903 – silbador de la Obi;
- Pachycephala lanioides Gould, 1840 – silbador pechiblanco;
- Pachycephala tenebrosa (Hartlaub y Finsch, 1868) – picanzo de Palau.